# Zeitakubyō
Albums de One Ok Rock
Beam of Light
(2007)
Singles
1. Naihi Shinsho
Sortie : 25 avril 2007
2. Yume Yume
Sortie : 25 juillet 2007
3. Et Cetera
Sortie : 24 octobre 2007

Zeitakubyō (ゼイタクビョウ) est le premier album studio du groupe de rock japonais One Ok Rock, publié le 21 novembre 2007.

## Liste des titres
| No  | Titre                                                                                          | Paroles       | Musique                               | Durée |
| --- | ---------------------------------------------------------------------------------------------- | ------------- | ------------------------------------- | ----- |
| 1.  | Naihi Shinsho (内秘心書 Keep It Inside)                                                        | - Taka        | - Taka                                | 3:49  |
| 2.  | Borderline                                                                                     | - Toru        | - Toru                                | 3:42  |
| 3.  | (You Can Do) Everything                                                                        | - Taka        | - Taka                                | 3:38  |
| 4.  | Yoru ni Shika Sakanai Mangetsu (夜にしか咲かない満月 A full moon blooming only in the evening) | - Taka        | - Taka                                | 4:00  |
| 5.  | Yume Yume (努努-ゆめゆめ Absolutely)                                                           | - Taka - Toru | - Taka - Toru                         | 3:16  |
| 6.  | Kagerou (カゲロウ Mirage)                                                                      | - Taka        | - Taka - Alex                         | 4:08  |
| 7.  | Lujo                                                                                           | - Taka - Toru | - Tomoya - Ryota - Toru               | 4:08  |
| 8.  | Kemuri (ケムリ)                                                                                | - Toru        | - Toru                                | 4:23  |
| 9.  | Yokubō ni Michi ta Seinendan (欲望に満ちた青年団 Desire filled youth group)                    | - Taka        | - Taka                                | 3:22  |
| 10. | Et Cetera (エトセトラ)                                                                         | - Taka        | - Taka - Alex                         | 4:34  |
| 11. | A New One For All, All For The New One                                                         | - Taka        | - Taka - Toru - Tomoya - Ryota - Alex | 4:46  |

## Classements

### Album
| Classement (2007)        | Top position |
| ------------------------ | ------------ |
| Albums japonais (Oricon) | 15           |

### Singles
| Titres                    | Année | Top positions |
| Titres                    | Année | JPN Oricon    |
| ------------------------- | ----- | ------------- |
| Naihi Shinsho (内秘心書)  | 2007  | 48            |
| Yume Yume (努努-ゆめゆめ) | 2007  | 43            |
| Et Cetera (エトセトラ)    | 2007  | 29            |

## Interprètes
- Takahiro "Taka" Moriuchi : chant
- Tōru Yamashita : chant (rap), guitare rythmique
- Ryota Kohama : basse
- Tomoya Kanki : batterie, percussions
- Alexander "Alex" Reimon Onizawa : guitare solo